# NK Bosna Visoko
El Nogometni Klub Bosna Visoko és un club de futbol bosnià de la ciutat de Visoko.

## Història
El club va néixer l'any 1953 per la fusió dels clubs NK Jadran (1923) i NK Radnički (1934) amb l'objectiu de crear un club més potent. El seu moment més brillant fou a finals de la dècada de 1990, en la qual es proclamà campió de la lliga bosniana de futbol (1997-98), de la copa bosniana de futbol (1998-99) i de la Supercopa bosniana de futbol (1999).

## Palmarès
- Lliga bosniana de futbol:
  - 1997-98
- Copa bosniana de futbol:
  - 1998-99
- Supercopa bosniana de futbol:
  - 1999